# Talegalla jobiensis
O peru-do-mato-de-colar-marrom (Talegalla jobiensis) é uma espécie de ave da família Megapodiidae.
Pode ser encontrada na Nova Guiné.
Os seus habitats naturais são: florestas subtropicais ou tropicais húmidas de baixa altitude e regiões subtropicais ou tropicais húmidas de alta altitude.

### Subespécies e distribuição
- Talegalla jobiensis jobiensis Meyer, 1874 − ilha de Yapen, e região da Baía Cenderawasih a leste até o norte-central de Nova Guiné.
- Talegalla jobiensis longicaudus Meyer, 1891 − leste de Nova Guiné a oeste do Rio Sepik.